# Kedrostis monosperma
Kedrostis monosperma är en gurkväxtart som beskrevs av W.J.de Wilde och Duyfjes. Kedrostis monosperma ingår i släktet Kedrostis och familjen gurkväxter. Inga underarter finns listade i Catalogue of Life.